# Necrosyrtes
Necrosyrtes is een monotypisch geslacht van vogels uit de familie van de havikachtigen (Accipitridae). De wetenschappelijke naam van het geslacht is voor het eerst geldig gepubliceerd in 1841 door Gloger.

## Soorten
De volgende soort is bij het geslacht ingedeeld:
- Necrosyrtes monachus – Kapgier